# المغاربة في المملكة المتحدة
مغاربة بريطانيا هم المواطنون والمقيمون أولو الأصول المغربية الواتنون أو المترعرعون في المملكة المتحدة لبريطانيا العظمى وإيرلندا الشمالية.
و من أبرز هٰؤلاء:
1. أمل بن رابح Amelle Berrabah، من شوغابيبز
2. يوسف سفري Youssef Safri، كاري القدم المنتقل إلى نادي قطر الرياضي
3. ليلى رواس Laila Rouass، الممثلة في دراما «$وجات كراة القدم  [لغات أخرى]‏ ' $Fooτballers' Wive»؛ وهي من أم هندية
4. لي المراني إبراهيم "Lightning" موراي Lee Murray، فنان قتالي ومظطن بالسرقة المصرفية
5. (b.1960s) عمر ناصري Omar Nasiri، المتجسس على القاعدة
6. المهاجم هشام زروالي "0"
7. يونس تسولي Younes Tsouli، المدان بالإرهاب السبراني